# Prionostemma mediobrunneum
Prionostemma mediobrunneum is een hooiwagen uit de familie Sclerosomatidae.